# Quercorbès
El Quercorbès o Quercorb (en occità Quercorbés o Quercòrb, en francès le Quercorbès o le Quercorb) és una subcomarca del Rasès, al Llenguadoc, a Occitània, entorn de l'antic castell de Quercorb. Administrativament es situa al departament de l'Aude (França). Es tracta d'una regió de muntanya mitjana, entre les planes d'Eissalabra i de Puègverd. Va formar part dels comtats de Foix i de Carcassona. Entre els municipis de la contrada es troben els mateixos Puègverd i Eissalabra.